# Live for Loving You
Live for Loving You es el nombre del cuarto y último sencillo lanzado por Gloria Estefan para su álbum de estudio Into The Light, lanzado el 30 de septiembre de 1991 por Epic Records.

## Información general
Esta canción puede ser entendido como una demostración de amor de Gloria Estefan y su marido, el músico y productor Emilio Estefan Jr., a pesar de que la canción fue escrita por él con la colaboración de Diane Warren. 
"Coming Out of the Dark", "Live Loving You", "How Can I Be Sure" y "Hoy", son algunas de las canciones de Gloria que le ha edicado a su marido. "Live Loving You" es el más bailable sencillo lanzado de este álbum, y es un "favorito" de los fanes de Estefan. El video de la canción es en 3D y se desarrolla en un animado Miami. Ofrece al perro de Gloria, también de su marido y su hijo aparece en el vídeo. Gloria también grabó el vídeo del "Underground Remix", pero no se ha destacado en ninguna colección de videos de Gloria, como la versión normal, que aparece en el comienzo mismo de la colección de vídeos Everlasting Gloria. Esta canción se incluyó en el "Gloria Hitmix" que fue lanzado más tarde con el CD maxisencillo del sencillo "Heaven's What I Feel" .

## Formatos
12" vinilo, Estados Unidos
1. "Live for Loving You" (Album Version)
2. "Live for Loving You" (Live for Clubbing You Mix)
3. "Live for Loving You" (Live for Dubbing You Mix)
4. "Live for Loving You" (South of the Border Mix)
5. "Live for Loving You" (South of the Border Percapella)
6. "MSN Megamix"

CD Maxi-single, Reino Unido
1. "Live for Loving You" (Single Remix)
2. "Live for Loving You" (John Haag’s 12")
3. "Live for Loving You" (Pablo Flores 12")

## Versiones oficiales
- Album version — 4:37
- Single remix — 4:19
- Underground club remix — 7:16
- Underground club edit remix — 4:30
- Live for clubbing you — 6:35
- Live for dubbing you — 4:35
- South of the border mix — 7:11
- South of the border percapella — 4:37
- John Haag’s 12" — 6:49
- Pablo Flores 12" — 7:10

## Posición en las listas
| Listas(1991)                                      | Mejor posición |
| ------------------------------------------------- | -------------- |
| Australia ARIA Singles Chart                      | 22             |
| UK Singles Chart                                  | 33             |
| U.S. Billboard Hot 100                            | 22             |
| U.S. Billboard Adult Contemporary                 | 2              |
| U.S. Billboard Hot Dance Music/Maxi-singles Sales | 9              |
| ARC Weekly Top 40                                 | 13             |

## Certificaciones
| País      | Certificación |
| --------- | ------------- |
| Australia | Oro           |

- Datos: Q6657155